# 埃爾梅拉區
埃爾梅拉区（德頓語）是東帝汶的一個区，位於該國西部，是該國兩個內陸区之一。面積746平方公里，人口103,169人。首府格蘭奴。
下分五次區。